# 建寧國
建寧國是云南西部地区一古国。
据《南诏野史》，诸葛亮出征云南，在白崖发现了白子國仁果的十五代后裔龙佑那，把龙姓改为张姓，封他为建宁国王。王都在建宁城（云南弥渡县），后来迁都到澄江。张龙佑那的十七代孙张乐进求在唐朝初年为国王，其女婿细奴逻建立蒙舍诏政权。